# 穗枝軸孔珊瑚
穗枝軸孔珊瑚（学名：Acropora secale）为軸孔珊瑚科軸孔珊瑚屬下的一个种。